# Sigurd Lunde (Bischof)

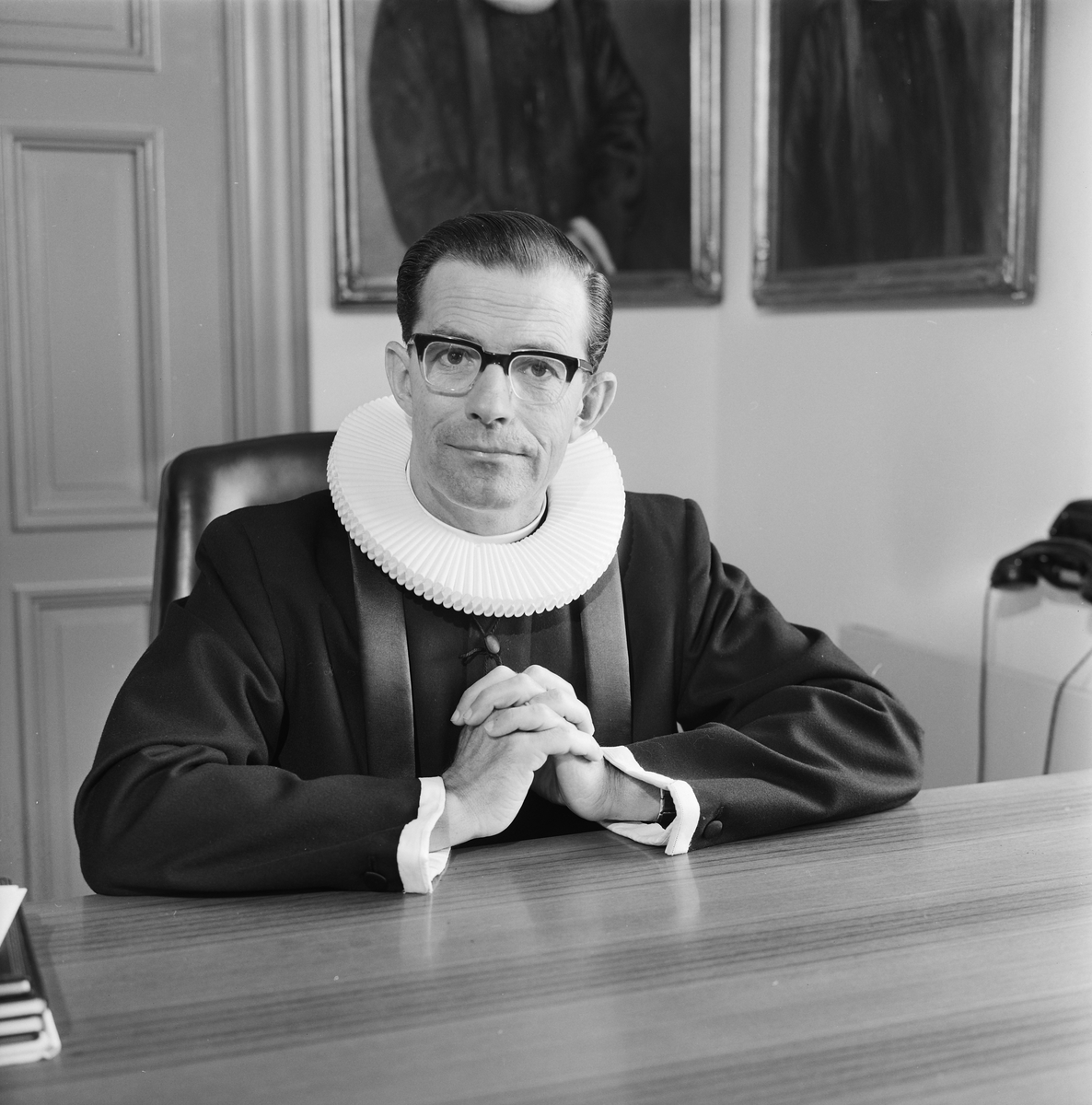
Sigurd Lunde im 1967

Sigurd Lunde (* 27. April 1916; † 21. Januar 2006) war ein norwegischer lutherischer Bischof, Komponist, Schriftsteller, Redakteur und Radiomann.
Nachdem Lunde ordiniert wurde, studierte er Journalistik in den USA. 1942 wurde er von der norwegischen Missionsgesellschaft angestellt, um ab 1946 unter anderem als Redakteur der Wochenzeitschrift Norsk misjonstidende zu arbeiten. Von 1952 bis 1966 war er als Redakteur für die religiösen Programme im norwegischen Rundfunk NRK zuständig und begründete das Programm Salmer og sanger (Psalmen und Gesänge). 1976 wurde Lunde zum Bischof von Stavanger ernannt; ein Amt, das er bis zu seiner Pensionierung 1986 innehatte.
Lunde bearbeitete ab 1972 das neue norwegische Kirchengesangbuch. Er komponierte und dichtete auch selbst Kirchenlieder.
Sein Sohn ist der Fernsehjournalist Einar Lunde (* 1943).